# 燕州 (北魏)
燕州，中国南北朝时设置的州。
北魏太和中置，治所在广宁郡（即今河北省涿鹿县）。辖境相当今河北省涞源、蔚县、阳原、怀安、万全、张家口、怀来、宣化、涿鹿及北京市延庆等地。孝昌中省。 
隋朝时，于营州境内的汝罗故城置辽西郡，以处粟末降人。唐朝武德元年（618年），改称燕州，下领三县：辽西县（今辽宁省义县）、泸河县、怀远县。土贡：豹尾。是年，省泸河县。武德六年，燕州自营州迁于幽州昌平县（今北京市昌平区马池口镇），以首领世袭刺史。貞觀元年（627年），省怀远县。开元二十五年（737年），徙治幽州北桃谷山（今北京市昌平区兴寿镇西新城村古城）。天宝元年（742年），改为归德郡。户二千四十五，口万一千六百三。建中二年（781年），为朱滔所灭，因废为幽都县。
| 州 | 幽州               | 幽州   | 幽州        | 燕州   | 燕州   | 燕州                 | 郡 | 涿郡                                                     |
| 郡 | 燕郡               | 范陽郡 | 漁陽郡      | 長寧郡 | 永丰郡 | 昌平郡               | 县 | 薊县 良乡县 安次县 涿县 潞县 雍奴县 怀戎县 昌平县 固安县 |
| 县 | 薊县 良乡县 安次县 | 涿县   | 潞县 雍奴县 | 怀戎县 |        | 昌平县 万年县 若水县 | 县 | 薊县 良乡县 安次县 涿县 潞县 雍奴县 怀戎县 昌平县 固安县 |

燕州刺史
- 李元正（644年）
- 李稽（贞观时）
- 李某（874年）